# Aurélie Decoene
Aurélie Decoene (Brussel, 7 december 1983) is een Belgisch politica voor de marxistische partij PVDA. 
Decoene groeide op in de Europese wijk van Brussel en studeerde politicologie en economie aan de Université libre de Bruxelles, waar ze nadien twee jaar onderzoek verrichtte. Decoene was van 2009 tot en met 2014 voorzitter van Comac, de jongerenbeweging van de PVDA. Bij de Europese Parlementsverkiezingen 2014 in België kwam ze op als lijsttrekker voor het Frans kiescollege; de lijst behaalde 5,5% en Decoene kreeg 29.806 voorkeursstemmen. In Brussel ontmoette ze haar partner Kim De Witte, met wie ze naar Hasselt verhuisde. In 2019 stond Decoene opnieuw op de Europese kieslijst, ditmaal als 1ste opvolger en voor het Nederlands kiescollege. Ze werkte achtereenvolgens als vormingsmedewerker voor de partij en op de studiedienst van Geneeskunde voor het Volk. Eind 2022 werd ze gekozen als voorzitter van PVDA Limburg.